# 日曜笑待席
『日曜笑待席』（にちようしょうたいせき）は、1973年4月22日から1975年3月30日、および1983年9月25日から同年12月4日まで日本テレビで放送されていた演芸番組である。

## 概要
当時の若手落語家たちを招いて行われていた公開番組で、会場で寄席と舞台を結びつける「物々交換」、元気な高齢者たちを紹介する「日本のおばあちゃん」、若手落語家たちによる「ヤングアタック」、そして演芸2題の計5コーナーで構成されていた。第1期には毒蝮三太夫が司会を務めていたが、第2期の司会者は不明。収録は、土曜17:00枠の『笑点』でも使われていた後楽園ホールを中心に、さまざまな演芸ホールで行われていた。
第1期終了から8年半後の1983年9月、番組はかつての放送枠とほぼ同じ時間帯にて復活した。しかし、1時間近くあった放送時間が30分にまで縮小したため、第2期では演芸2題はそのままに、中入では一般人作のユーモアのある作品を作者自身が発表する「お笑い塾」のコーナーのみを行うようになった。

## 放送時間
いずれも日本標準時。プロ野球オープン戦や開幕戦の中継がある週には放送を休止。

### 第1期
- 日曜 14:30 - 15:30 （1973年4月22日 - 1974年2月24日）
- 日曜 12:15 - 13:10 （1974年4月14日 - 1975年3月30日） - 移動とともに放送枠が5分縮小。

### 第2期
- 日曜 12:00 - 12:30 （1983年9月25日 - 1983年12月4日）